# Trimma barralli
Trimma barralli és una espècie de peix de la família dels gòbids i de l'ordre dels perciformes.

## Morfologia
- Els mascles poden assolir 2,8 cm de longitud total.[3]

## Hàbitat
És un peix marí de clima tropical i associat als esculls de corall fins als 29-30 m de fondària.

## Distribució geogràfica
Es troba a l'oest de l'oceà Índic: des de Port Sudan fins al Golf d'Aqaba.